# Soleck
Soleck – szczyt w Alpach Gailtalskich, w Alpach Wschodnich. Leży w Austrii, w Karyntii. Sąsiaduje z Rosenkoepfl, Riebenkofel i Weittalspitze.